# Anabarhynchus ferrugineus
Anabarhynchus ferrugineus är en tvåvingeart som beskrevs av Lyneborg 2001. Anabarhynchus ferrugineus ingår i släktet Anabarhynchus och familjen stilettflugor. Inga underarter finns listade i Catalogue of Life.